# Ramona Young
Ramona Abish Young (Los Angeles, 23 de maio de 1998) é uma atriz norte-americana. Ela é conhecida por seus papeis recorrentes nas séries de televisão Man Seeking Woman, The Real O'Neals, e Santa Clarita Diet. Young também é conhecida por interpretar Kaya em Z Nation, Mona Wu em Legends of Tomorrow e Eleanor em Never Have I Ever.

## Biografia
Young foi educada em Hong Kong, a terra natal de seus pais, e nos Estados Unidos intermitentemente até os oito anos de idade. Young se formou cedo na California State University, Los Angeles e estudou atuação na Playhouse West. Sobre sua família, Young afirmou: "Não tenho família no negócio. Meu avô é médico oriental. Minha avó vendia roupas na calçada. Minha mãe está na Marinha. Meu pai é psicólogo e professor."

## Filmografia

### Filmes
| Ano  | Título          | Papel                  | Notas                                       |
| ---- | --------------- | ---------------------- | ------------------------------------------- |
| 2010 | Specter         | Eve / Ghost            | Curta                                       |
| 2015 | Live Exit Here  | N/A                    | Também diretora, escritora, produtora, etc. |
| 2015 | Twelve          | Missy Tollegs          |                                             |
| 2015 | Wanderers       | Catalina               | Curta                                       |
| 2015 | Reflections     | Florence Ming          | Curta; Também escritora & produtora         |
| 2016 | Star-Crossed    | Dipper                 | Curta; Também escritora                     |
| 2016 | Subversion      | Brit Jones             | Curta                                       |
| 2016 | The Thinning    | Adele                  |                                             |
| 2016 | Set Life        | Paula                  | Curta                                       |
| 2016 | Harry Decisions | N/A                    | Cinematográfica                             |
| 2016 | Date Night      | Ava / Candace / Kaylee | Curta                                       |
| 2017 | Amuse'd         | Ramona                 | Curta                                       |
| 2018 | Blockers        | Angelica               |                                             |
| 2018 | All About Nina  | Mika                   |                                             |
| 2018 | Bottomland      | Marilyn                | Curta                                       |
| 2020 | Unpregnant      | Emily                  |                                             |

### Televisão
| Ano           | Título              | Papel              | Notas                                                    |
| ------------- | ------------------- | ------------------ | -------------------------------------------------------- |
| 2012          | This Indie Thing    | Fã rude do Kevin   | Episódio: "A Little Respect"                             |
| 2014          | Super Fun Night     | Garota Geeky #2    | Episódio: "Cookie Prom"                                  |
| 2016–2018     | Z Nation            | Kaya               | Principal (3ª-5ª Temporada)                              |
| 2016–2017     | The Real O'Neals    | Allison Adler-Wong | Recorrente (2ª Temporada)                                |
| 2017          | Man Seeking Woman   | Robin              | Recorrente (3ª Temporada)                                |
| 2017–2019     | Santa Clarita Diet  | Ramona             | Recorrente (1ª-3ª Temporada)                             |
| 2017          | Thin Ice            | Isis               | Piloto                                                   |
| 2017          | Review              | Bo                 | Episódio: "Co-Host, Ass-Slap, Helen Keller, Forgiveness" |
| 2017          | Flip the Script     | The Grip           | Episódio: "Diva Director"                                |
| 2018–2020     | Legends of Tomorrow | Mona Wu            | Main role (Season 4), Recurring role (Season 5)          |
| 2020-presente | Never Have I Ever   | Eleanor Wong       | Principal (2ª Temporada), Recorrente (1ª Temporada)      |

### Videoclipes
| Ano  | Título                                  | Papel  | Nota           |
| ---- | --------------------------------------- | ------ | -------------- |
| 2016 | If Your BFFs Breakup Were a Music Video | Rachel | BuzzFeed Video |

## Ligações Externas
- Ramona Young. no IMDb.